# Чемпіонат Азії та Океанії з хокею із шайбою серед юніорів 1992
Чемпіонат Азії та Океанії з хокею із шайбою серед юніорів 1992 — 9-й розіграш чемпіонату Азії та Океанії з хокею серед юніорських команд. Чемпіонат проходив у японському місті Харуторі. Турнір проходив з 16 по 22 березня 1992 року.

## Підсумкова таблиця
| М | Команда        | І | В | Н | П | ШЗ | ШП | Різ | О |
| - | -------------- | - | - | - | - | -- | -- | --- | - |
|   | Японія         | 4 | 3 | 1 | 0 | 36 | 3  | +33 | 7 |
|   | Північна Корея | 4 | 3 | 1 | 0 | 22 | 6  | +16 | 7 |
|   | КНР            | 4 | 2 | 0 | 2 | 20 | 16 | +4  | 4 |
| 4 | Південна Корея | 4 | 1 | 0 | 3 | 12 | 25 | -13 | 2 |
| 5 | Австралія      | 4 | 0 | 0 | 4 | 11 | 51 | –40 | 0 |

Фейр-Плей здобула збірна Південної Кореї.

## Результати
- КНР 5 – 2  Південна Корея
- Японія 20 – 0  Австралія
- Північна Корея 8 – 3  Австралія
- Японія 9 – 1  Південна Корея
- Південна Корея 9 – 4  Австралія
- Північна Корея 5 – 1  КНР
- КНР 14 – 4  Австралія
- Японія 2 – 2  Північна Корея
- Північна Корея 7 – 0  Південна Корея
- Японія 5 – 0  КНР